# 持明院基清
持明院 基清 （じみょういん もときよ）は、室町時代前期の公卿。左近衛少将・持明院基兼の子。権中納言・持明院家行の5代孫。官位は従三位・左兵衛督。持明院家10代。

## 官歴
『公卿補任』による
- 時期不明：左近衛中将
- 応安6年（1373年） 12月26日：従三位、非参議
- 永和3年（1377年） 3月某日：左兵衛督
- 康暦元年（1379年） 7月某日：止督
- 永徳2年（1382年） 8月10日：薨去

## 系譜
- 父：持明院基兼[1]
- 母：不詳
- 生母不明の子女
  - 男子：持明院基親[1]（?-1419）